# Paraphysornis
Paraphysornis is een geslacht van uitgestorven vleesetende loopvogels, uit de familie der schrikvogels (Phorusrhacidae), dat tijdens het Midden-Oligoceen tot vroegste Mioceen (ongeveer 28 tot 23 miljoen jaar geleden) leefde in het gebied van het huidige Brazilië. Het is het kleinste geslacht uit de onderfamilie Brontornithinae.
Het geslacht is bekend van een enkel exemplaar, een bijna volledig geconserveerd skelet, en telt vooralsnog slechts een enkele soort: Paraphysornis brasiliensis.

## Ontdekking en naamgeving
Het holotype en tot nu toe het enige gevonden exemplaar van Paraphysornis (DGM-1418-R) bestaat uit een bijna volledig skelet waarbij enkel een groot deel van het bovenkaakbeen, de hersenpan, het bekken en het borstbeen ontbreken. Het werd gevonden in de Tremembé formatie in het Taubaté basin in de Braziliaanse staat São Paulo.
Alvarenga beschreef het materiaal voor het eerst in 1982 als een nieuwe soort van het geslacht Physornis, Physornis brasiliensis. Na het gevonden materiaal te vergelijken met andere exemplaren van Physornis en exemplaren van Brontornis besefte hij echter dat het een apart geslacht was. Hij publiceerde deze bevindingen en de naam van dit nieuwe geslacht, Paraphysornis, in 1993.

## Etymologie
De geslachtsnaam 'Paraphysornis' is een samenstelling van de woorden 'Para' en 'Physornis'. 'Para' komt uit het Grieks en betekent nabij. De geslachtsnaam verwijst dus naar de enge verwantschap tussen Paraphysornis en Physornis. De soortaanduiding 'brasiliensis' verwijst naar het land waar de soort gevonden is: Brazilië.

## Beschrijving

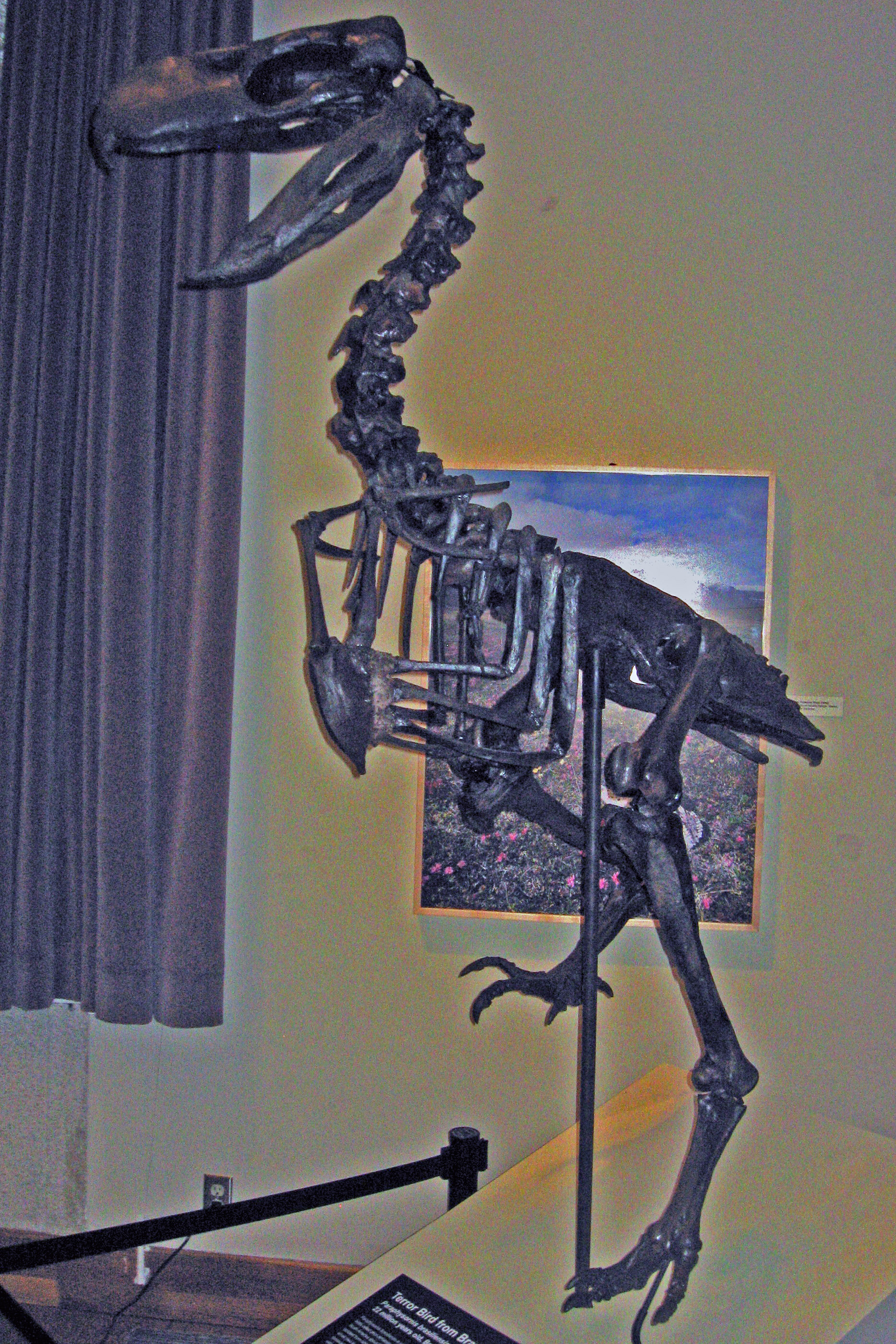
kopie van een skelet van Paraphysornis brasiliensis

De rug van Paraphysornis was volgens berekeningen door Alvarenga en Höfling ongeveer 1,4 meter hoog. Het hoofdhoogte zou dan, als het hoofd goed omhoog gehouden werd, 2,4 meter bedragen hebben. Deze hoogtes zijn vergelijkbaar met die van de slankere Phorusrhacos. De diameter en omtrek van het dijbeen en de tibiotarsus waren aanzienlijk groter dan die van de 130 kg wegende struisvogel, waardoor het gewicht van Paraphysornis berekend werd op 180 kg. Hoewel het hierdoor een redelijk grote vogel was, is het waarschijnlijk het kleinste geslacht in de onderfamilie Brontornithinae.
Zoals bij alle grote schrikvogels was de reductie van de vleugelgrootte (aangegeven door de grootte van de ulna) groter bij Paraphysornis dan bij de kleinere schrikvogelgeslachten zoals Psilopterus.
De symphysis mandibulae is langer en smaller dan bij Physornis en Brontornis. Aan de basis is de lengte bijna het dubbele van de breedte. Ze is echter in verhouding korter en breder dan bij de Phorusrhacinae. De voorkant ervan is breed en afgeknot en aan de onderkant ervan is een groot gebied dat bijna plat is. De cotylae van de tarsometatarsus zijn licht vierhoekig, bijna trapezium-vormig. Het laterale deel van de hypotarsus zet uit tot het bijna de laterale rand van de laterale cotyla raakt, maar vormt niet de laterale kam die karakteristiek is voor Physornis en blijft door een duidelijke inkeping gescheiden van de achterste kant van de hipotarsus. Met deze eigenschap is Paraphysornis een tussenvorm tussen Physornis en Brontornis.

### Voeding
Voor alle leden van de onderfamilie Brontornithinae, de zwaarste en daardoor ook minst snelle schrikvogels, is voorgesteld dat zij aaseters waren. Bij Paraphysornis is extra bewijs dat dit zo was: De Tremembé formatie waar het holotype gevonden is was vroeger een meer waar droogteperiodes met een grote vissterfte voorkwamen. Het is mogelijk dat het dier op zoek was naar vissen en andere dode dieren en terwijl verzonk in de modder en stierf. Deze theorie wordt verder ondersteund door het feit dat het fossiel van een gier uit de familie der vulturidae in de buurt gevonden werd.

## Galerij

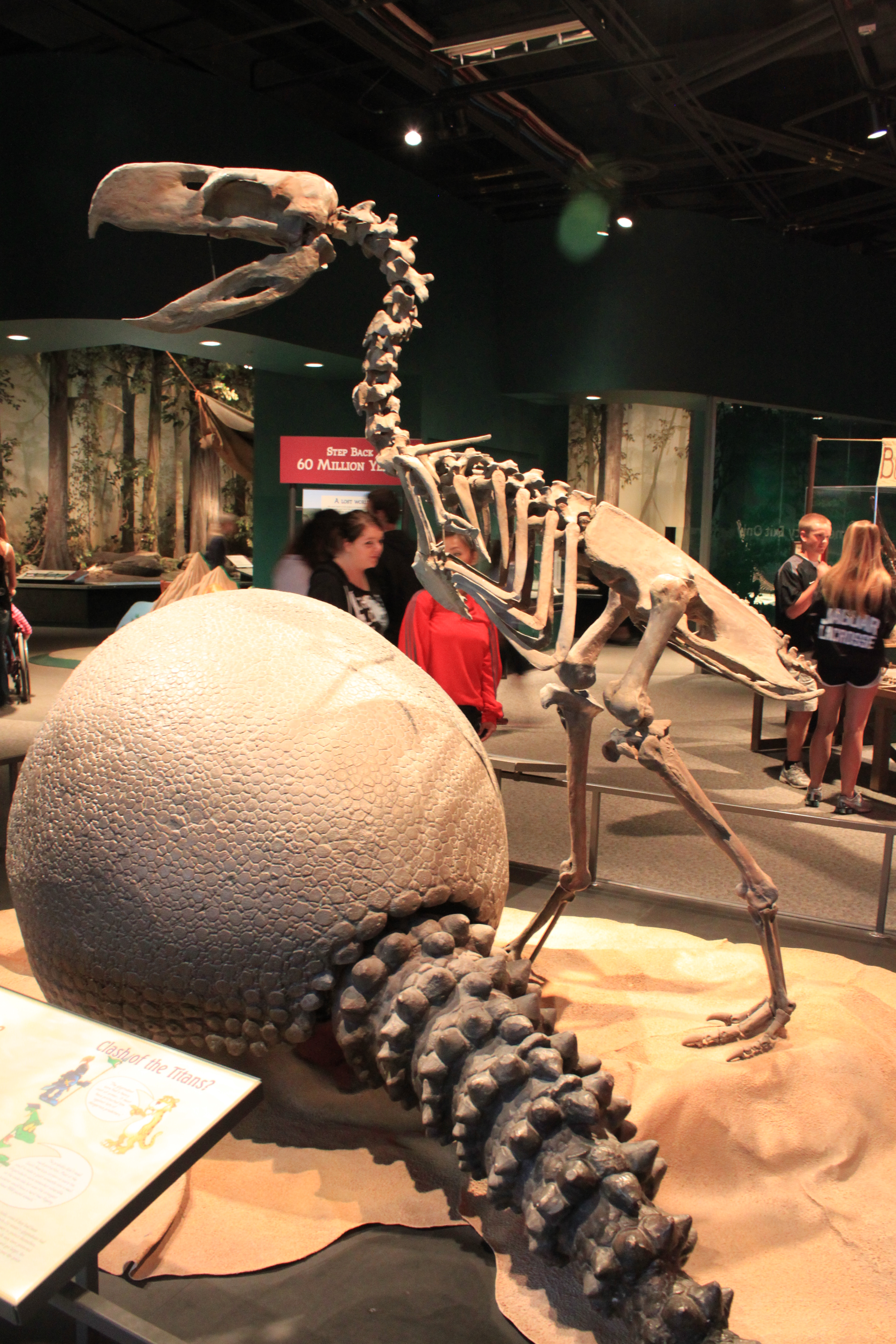
skelet van Paraphysornis naast dat van een glyptodont
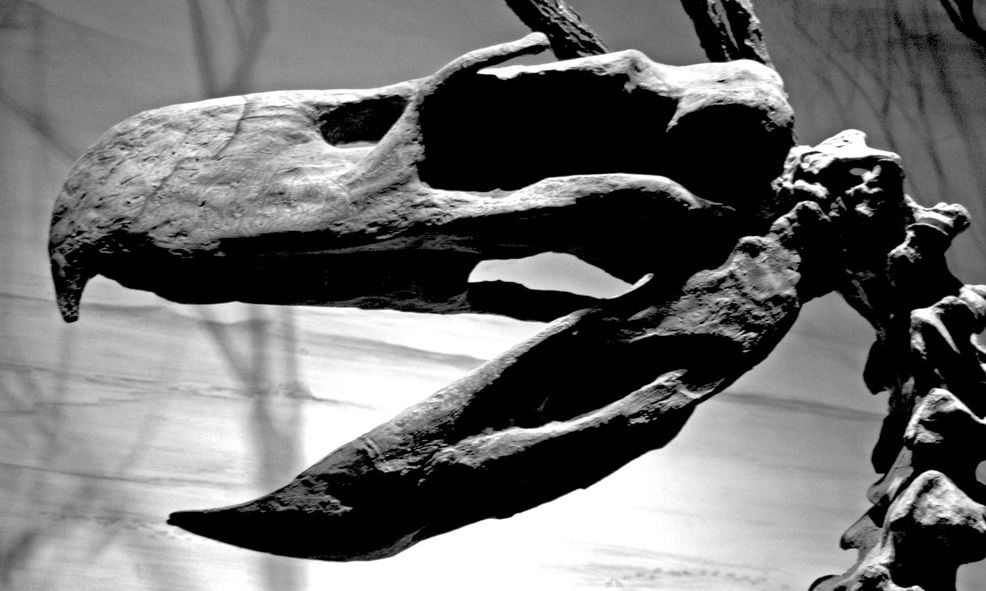
close-up van de schedel
structuur van het been van Paraphysornis
structuur van het hele skelet